# Scolecodothis castaneae
Scolecodothis castaneae är en svampart som beskrevs av Racib. 1915. Scolecodothis castaneae ingår i släktet Scolecodothis och familjen Phyllachoraceae.   Inga underarter finns listade i Catalogue of Life.